# Poa humilis
Poa humilis là một loài thực vật có hoa trong họ Hòa thảo. Loài này được Ehrh. ex Hoffm. miêu tả khoa học đầu tiên năm 1800.